# 尼亞加拉瀑布城公共圖書館
尼亞加拉瀑布城公共圖書館（英語：Niagara Falls Public Library），亦稱卡內基圖書館（英語：Carnegie Library），是位於美國紐約州尼亞加拉縣尼亞加拉瀑布城的公共圖書館。

## 历史
該圖書館於1902-1904年設計建設，由慈善家安德魯·卡內基提供資金。它是1883年至1929年期間建造的2,500個卡內基圖書館之一，也是紐約州107個此類基圖書館之一。共耗資50,000美元，于1904年4月建成並開放。
尼亞加拉瀑布城公共圖書館於1974年被列入美國國家史蹟名錄。